# Castri di Lecce
Castri di Lecce (Casṭṛì in dialetto salentino, τα Καστρία, ta Kastrìa in grico), comunemente noto come Castri, è un comune italiano di 2 712 abitanti della provincia di Lecce in Puglia.
Situato nell'entroterra adriatico del Salento, il borgo è il risultato dell'unione di due distinte casate (Castriguarino e Castrifrancone), ricongiuntisi alla fine del XIX secolo dando vita all'attuale comune.

## Geografia fisica

### Territorio
Il centro urbano di Castri di Lecce si estende nella piana della Serra di Galugnano fatta di terreno calcareo-argilloso, con la presenza di acque sorgive. Posto nella parte nord-orientale della provincia, il territorio comunale risulta compreso tra i 33 e i 51 m s.l.m. con una escursione altimetrica complessiva pari a 18 metri. Ha una superficie di 12,22 km² per una densità abitativa di 247 abitanti per chilometro quadrato.
Il comune, distante dal mare Adriatico 13 km, confina a nord con il comune di Lizzanello, a est con il comune di Vernole, a sud con il comune di Calimera e a ovest con il comune di Caprarica di Lecce.
- Classificazione sismica: zona 4 (sismicità molto bassa), Ordinanza PCM n. 3274 del 20/03/2003

### Clima
Dal punto di vista meteorologico Castri di Lecce rientra nel territorio del Salento orientale che presenta un clima mediterraneo, con inverni miti ed estati caldo umide. In base alle medie di riferimento, la temperatura media del mese più freddo, gennaio, si attesta attorno ai 9 °C, mentre quella del mese più caldo, agosto, si aggira sui 24,7 °C. Le precipitazioni, frequenti in autunno ed in inverno, si attestano attorno ai 626 mm di pioggia/anno. La primavera e l'estate sono caratterizzate da lunghi periodi di siccità.
Facendo riferimento alla ventosità, i comuni del Salento orientale sono influenzati fortemente dal vento attraverso correnti fredde di origine balcanica, oppure calde di origine africana.
- Classificazione climatica di Castri di Lecce:[8]
  - Zona climatica: C
  - Gradi giorno: 1 161

| Castri di Lecce            | Mesi | Mesi | Mesi | Mesi | Mesi | Mesi | Mesi | Mesi | Mesi | Mesi | Mesi | Mesi | Stagioni | Stagioni | Stagioni | Stagioni | Anno |
| Castri di Lecce            | Gen  | Feb  | Mar  | Apr  | Mag  | Giu  | Lug  | Ago  | Set  | Ott  | Nov  | Dic  | Inv      | Pri      | Est      | Aut      | Anno |
| -------------------------- | ---- | ---- | ---- | ---- | ---- | ---- | ---- | ---- | ---- | ---- | ---- | ---- | -------- | -------- | -------- | -------- | ---- |
| T. max. media (°C)         | 12,6 | 13,2 | 15,0 | 18,3 | 22,6 | 26,8 | 29,2 | 29,6 | 26,2 | 21,8 | 17,6 | 14,2 | 13,3     | 18,6     | 28,5     | 21,9     | 20,6 |
| T. min. media (°C)         | 5,6  | 5,8  | 7,2  | 9,5  | 13,1 | 17,0 | 19,5 | 19,9 | 17,3 | 13,7 | 9,9  | 7,1  | 6,2      | 9,9      | 18,8     | 13,6     | 12,1 |
| Precipitazioni (mm)        | 71   | 60   | 65   | 40   | 33   | 20   | 16   | 22   | 49   | 80   | 97   | 74   | 205      | 138      | 58       | 226      | 627  |
| Umidità relativa media (%) | 78,7 | 78,2 | 77,8 | 77,3 | 76,2 | 72,9 | 70,9 | 72,4 | 76,5 | 79,2 | 80,5 | 80,3 | 79,1     | 77,1     | 72,1     | 78,7     | 76,7 |

## Origini del nome
Il toponimo deriva dal latino castrum (rocca, fortezza). Nel XIII secolo il casale fu diviso in due parti separate che assunsero il nome di Castrifrancone e Castriguarino. Con l'abolizione della feudalità l'abitato si unificò e nel 1891 assunse il nome di Castrì, successivamente modificato in quello attuale di Castri di Lecce. Tuttavia il paese continua ad essere diffusamente denominato Castrì, dicitura adottata anche nei cartelli stradali.
Secondo il Vocabolario Greco-Salentino di Paolo Stomeo:

## Storia
Il territorio di Castri di Lecce, la cui storia è poco documentata, fu abitato sin dall'età del Bronzo. La presenza di menhir e specchie, testimonianze di epoca megalitica, confermano la presenza umana già dalla preistoria.
Dai pochi documenti storici esistenti si apprende che nel 1190 il casale di Castri fu donato alla Chiesa di Lecce dal conte normanno Tancredi d'Altavilla. Appartenne alla mensa vescovile di Lecce fino al 1262, anno in cui il casale fu frazionato in due parti (Castrifrancone e Castriguarino). Una parte di esso fu ceduto a Olivi De Lettere, un'altra parte andò invece alla famiglia Bonsecolo. In particolare:
- (Castrifrancone) - Nel 1353 il casale dai De Lettere venne acquistato dalla famiglia napoletana dei Frantone. Nel corso dei secoli, il feudo passò, per motivi di eredità, sotto il controllo di varie famiglie della nobiltà leccese quali i Dell'Acaya, i Valentini, i Grimaldi, i Mattei e i Cicala.
- (Castriguarino) - La parte della famiglia dei Bonsecolo passò, nel 1302, ad Agostino Guarino da cui derivò il nome di Castriguarino. In seguito, dopo varie vicissitudini feudali, venne acquistata nel 1709 dalla famiglia genovese dei Vernazza.

Dal 1709 entrambi i casali appartennero ai Vernazza; tuttavia continuarono ad esistere due distinte realtà.
In seguito alla delibera consiliare del 12 novembre 1891, per regio decreto, la divisione fu annullata e si procedette all'unificazione dei due casali.

### Simboli
Lo stemma e il gonfalone sono stati concessi con decreto del presidente della Repubblica del 24 maggio 1957.
Stemma
(D.P.R. 24 maggio 1957)
Gonfalone
(Statuto del Comune, Art. 3)

## Monumenti e luoghi d'interesse

### Architetture religiose

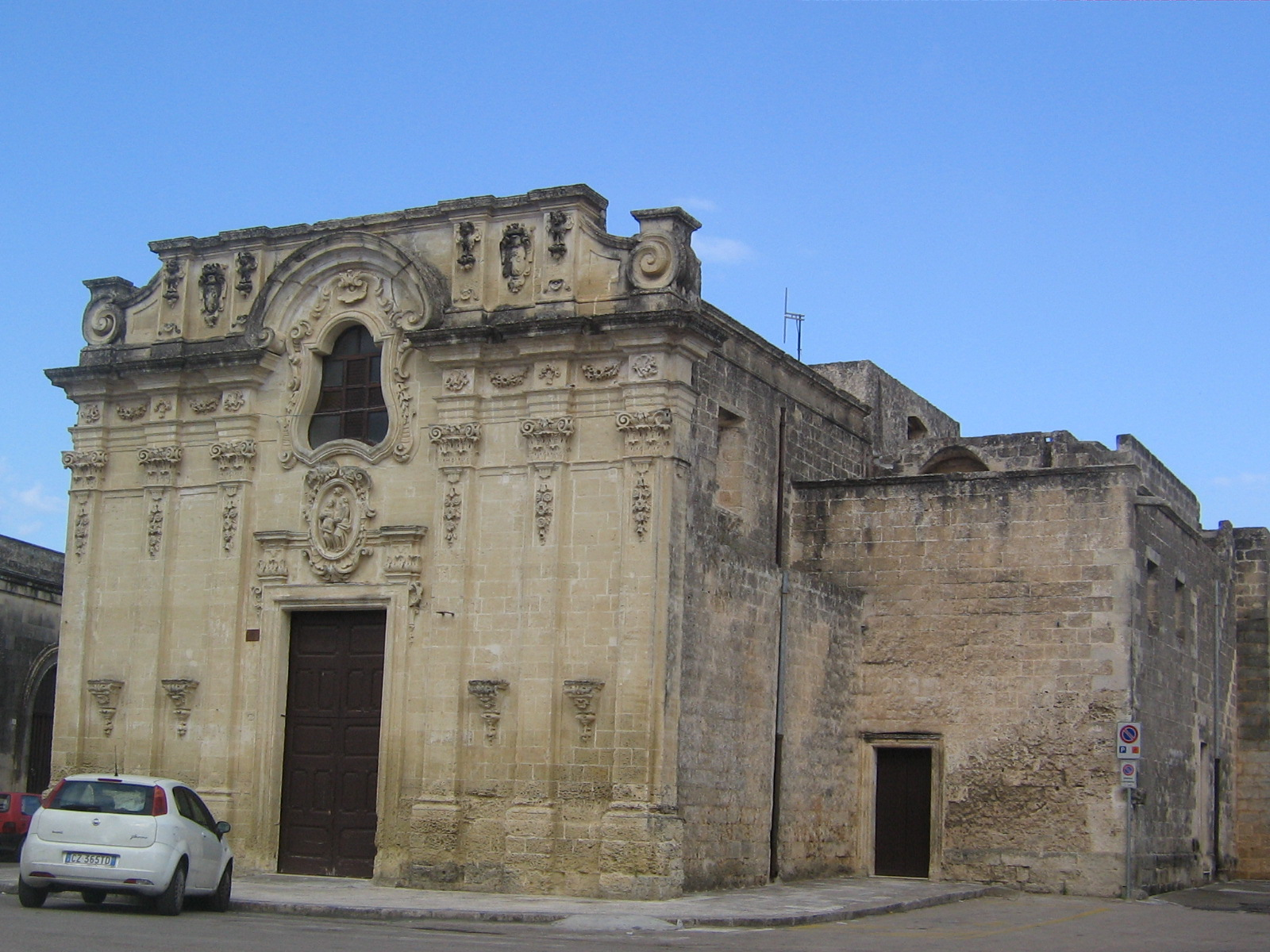
Chiesa di Santa Maria della Visitazione

#### Chiesa di Santa Maria della Visitazione
La chiesa di Santa Maria della Visitazione venne ricostruita nella metà del XVII secolo sulle fondamenta di una struttura cinquecentesca. Originariamente era la chiesa madre di Castriguarino.
La facciata venne rifatta in stile barocco nella seconda metà del XVIII secolo e rimase incompiuta nel secondo ordine. Scandita da lesene con capitelli corinzi e decorata con festoncini, putti e motivi floreali, accoglie al centro il portale d'ingresso e una finestra polilobata.
L'interno, a navata unica a croce latina, possiede una copertura con volta a botte unghiata. Nell'incrocio tra transetto e navata la copertura è a spigolo. Lungo il perimentro della navata si aprono quattro cappelle per lato nelle quali sono presenti gli altari ottocenteschi dedicati a San Vito, a San Luigi, alla Pietà, alla Madonna del Rosario, a Sant'Antonio da Padova e alla Madre del Buon Consiglio. Il transetto ospita gli altari della Visitazione e delle Anime del Purgatorio. Di particolare interesse artistico è l'esuberante altare maggiore in pietra leccese e il settecentesco pulpito in legno.

#### Chiesa di San Vito

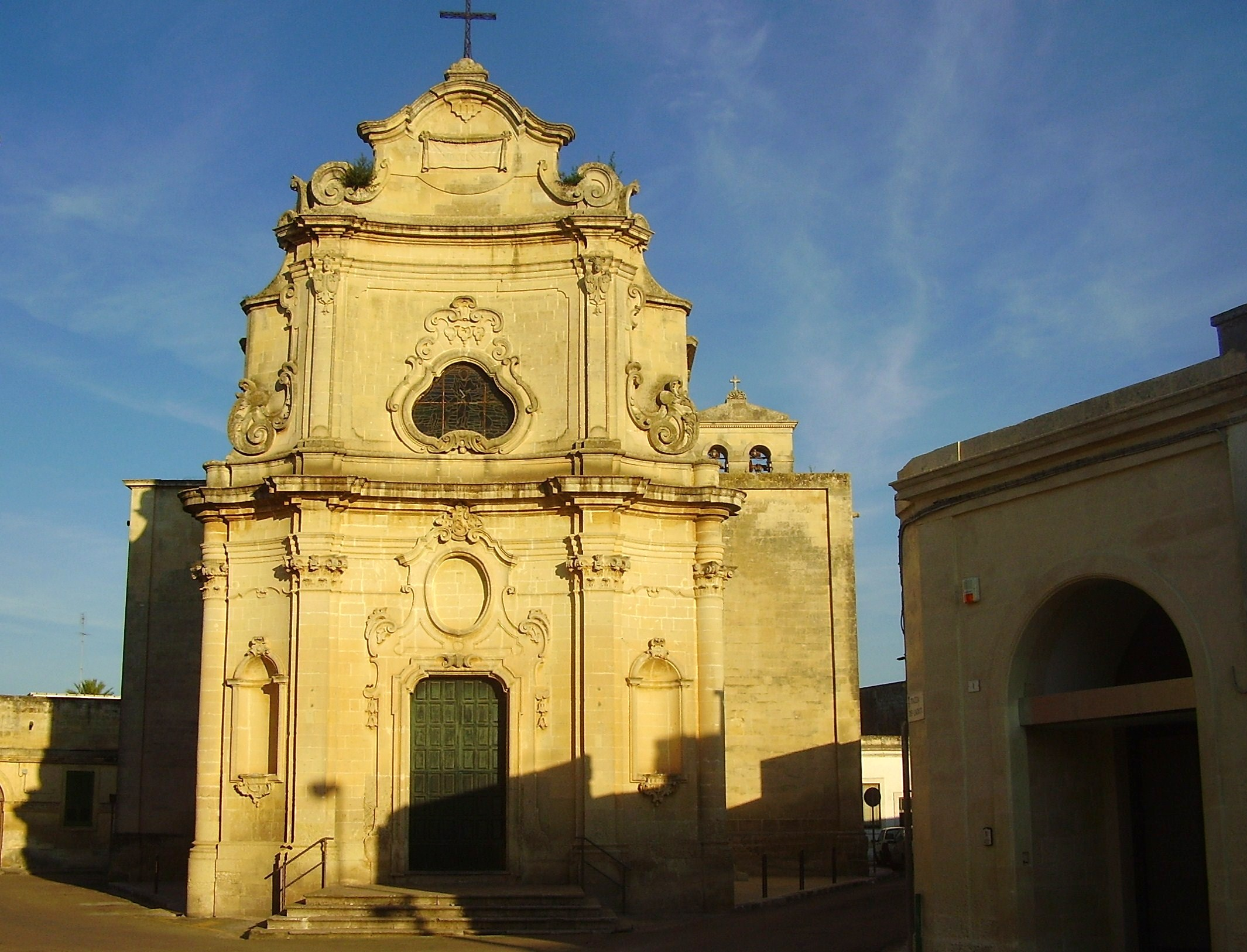
Chiesa di San Vito

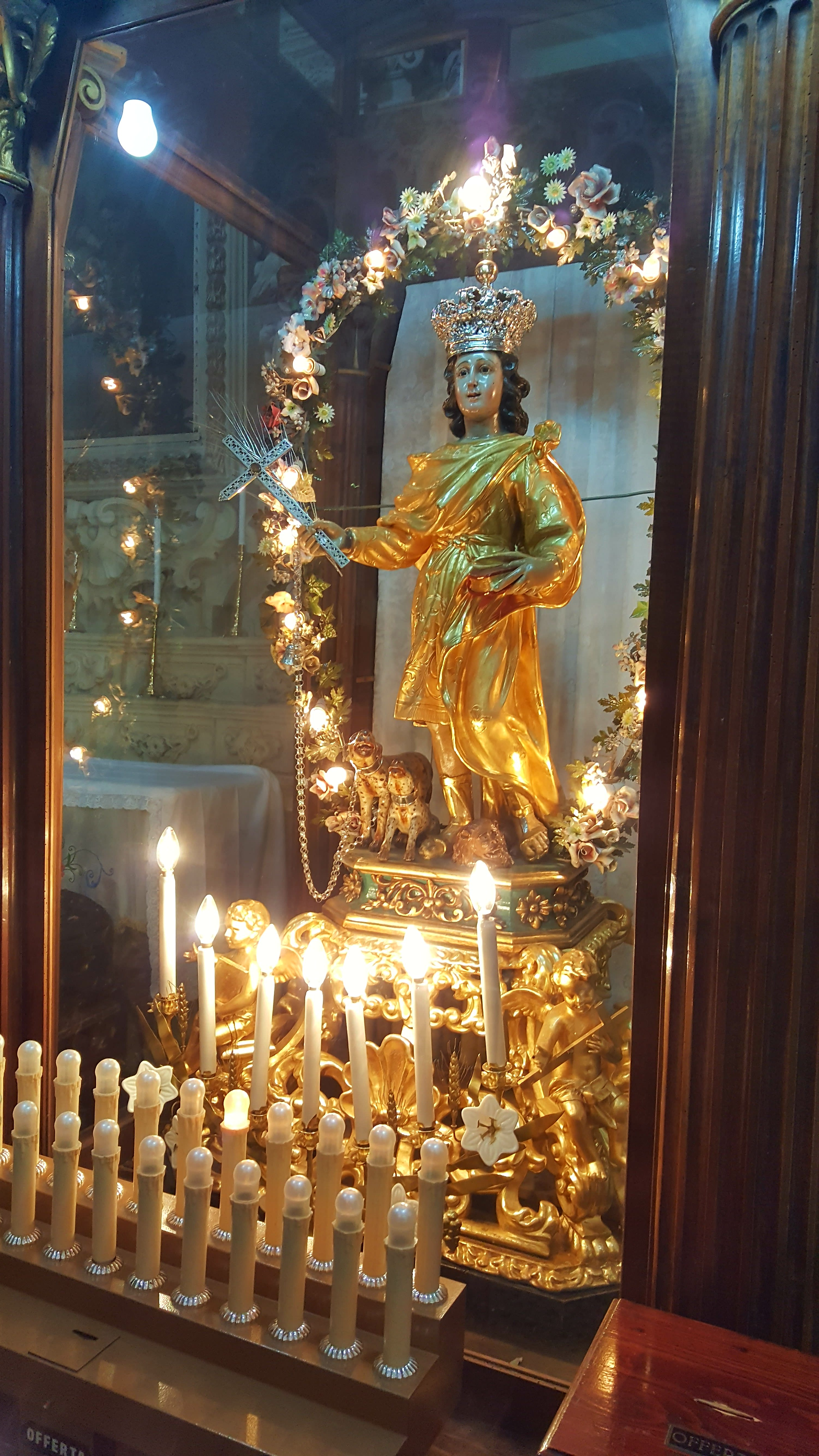
Statua dorata di San Vito, patrono della città, nella Chiesa di San Vito

La chiesa di San Vito, dedicata al protettore del paese, fu totalmente ricostruita tra il 1734 e il 1772 seguendo lo stile del Borromini. Come la chiesa della Visitazione, anche questa chiesa sorge sulle fondamenta di un edificio cinquecentesco. In origine costituiva la chiesa madre di Castrifrancone.
La svettante facciata, di stile tipicamente barocco, è costituita da due ordini e da un sobrio frontone. L'interno, a croce latina, ospita pregevoli altari in pietra leccese sormontati da tele di modesto pregio artistico, tra le quali si distinguono quelle del Martirio di San Vito e della Madonna del Rosario. Nel presbiterio, arricchito da un settecentesco organo a canne, di rilievo è il grande altare maggiore barocco, notevole per le dimensioni e per la ricchezza delle decorazioni. La chiesa conserva inoltre una statua di San Vito laccata in oro.

#### Chiesa di Santa Maria delle Grazie

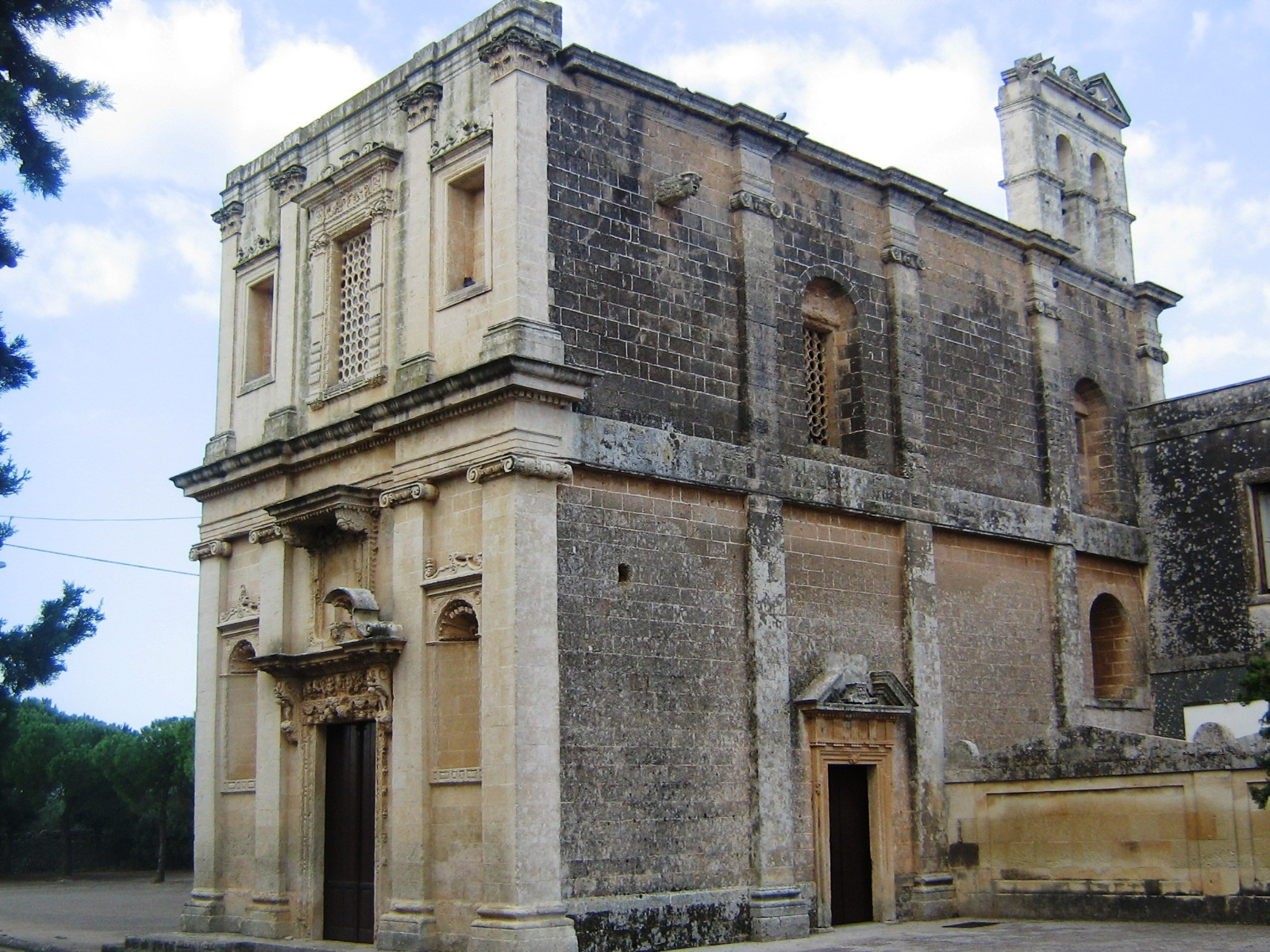
Chiesa di Santa Maria delle Grazie

La chiesa di Santa Maria delle Grazie fu costruita nella metà del XVII secolo. La facciata, di schema geometrico rinascimentale con decorazioni barocche, è caratterizzata dal portale sovrastato da un baldacchino di grande effetto scenografico, dalle nicchie nell'ordine inferiore e dalla finestra con transenne in pietra nell'ordine superiore. L'interno, a pianta rettangolare ed aula unica con cappelle incorporate, conserva un pregevole altare maggiore del 1652, opera di Donato Chiarello da Copertino. Sull'altare è conservata l'immagine bizantina di una Madonna che allatta il Bambino. Originariamente la chiesa ospitava cinque altari, molti dei quali sventrati dopo il 1907 quando l'edificio fu affidato al Comune che lo utilizzò come cappella mortuaria del vicino cimitero.

#### Cappella Madonna della Luce
La cappella della Madonna della Luce fu edificata da maestranze locali nel 1570. L'interno con copertura a botte, spoglio di qualsiasi elemento decorativo, ospita un modesto altare, realizzato nel 1702, che conserva un affresco della Vergine col Bambino databile al XIII secolo. In origine l'edificio delimitava il confine del comune.

#### Altre chiese
- Cappella della Madonna Immacolata, costruita nel 1858
- Cappella della Trinità, riedificata nel XVIII secolo.

### Architetture civili
Palazzo Municipale 
Fino al 1878 come sede comunale è stato usato un locale sito in piazza angolo via Lecce. Nello stesso anno in considerazione dell'indecenza del locale formato da una piccola stanza a primo piano, nocivo alla salute e non più adatto e sufficiente neanche alla conservazione dei carteggi vari, il consiglio comunale, con delibera del 20 settembre, in attesa di costruire un apposito locale decideva di affittare, per cinque anni, il locale situato in via V. Emanuele 8, di proprietà del Sig. Arcangelo Calò, per un canone annuo di L. 70. Nel 1890, con delibera del 23 marzo, il consiglio comunale decise di intraprendere l'iter per la costruzione del palazzo municipale. Il 12 aprile dell'anno successivo venne incaricato un ingegnere perché elaborasse il progetto, che fu approvato il 27 ottobre del 1891. L'edificio doveva essere costruito in contrada San Nicola. Per la realizzazione dell'opera che avrebbe ospitato anche due sezioni della scuola elementare ed un pubblico orologio, il Comune decise, in data 24 marzo 1892, di contrarre un prestito privato di L. 10.000. Due anni dopo, il 27 novembre 1894, la civica amministrazione approvò il conto finale del costo dell'opera. Per un periodo gli uffici comunali cominciarono a funzionare nel nuovo stabile, successivamente ampliato al piano terra. Nel 1978 si procedette alla demolizione e ricostruzione su due livelli della parte di fabbricato precedentemente ampliata, per giungere alla configurazione attuale.

#### Palazzo Vernazza

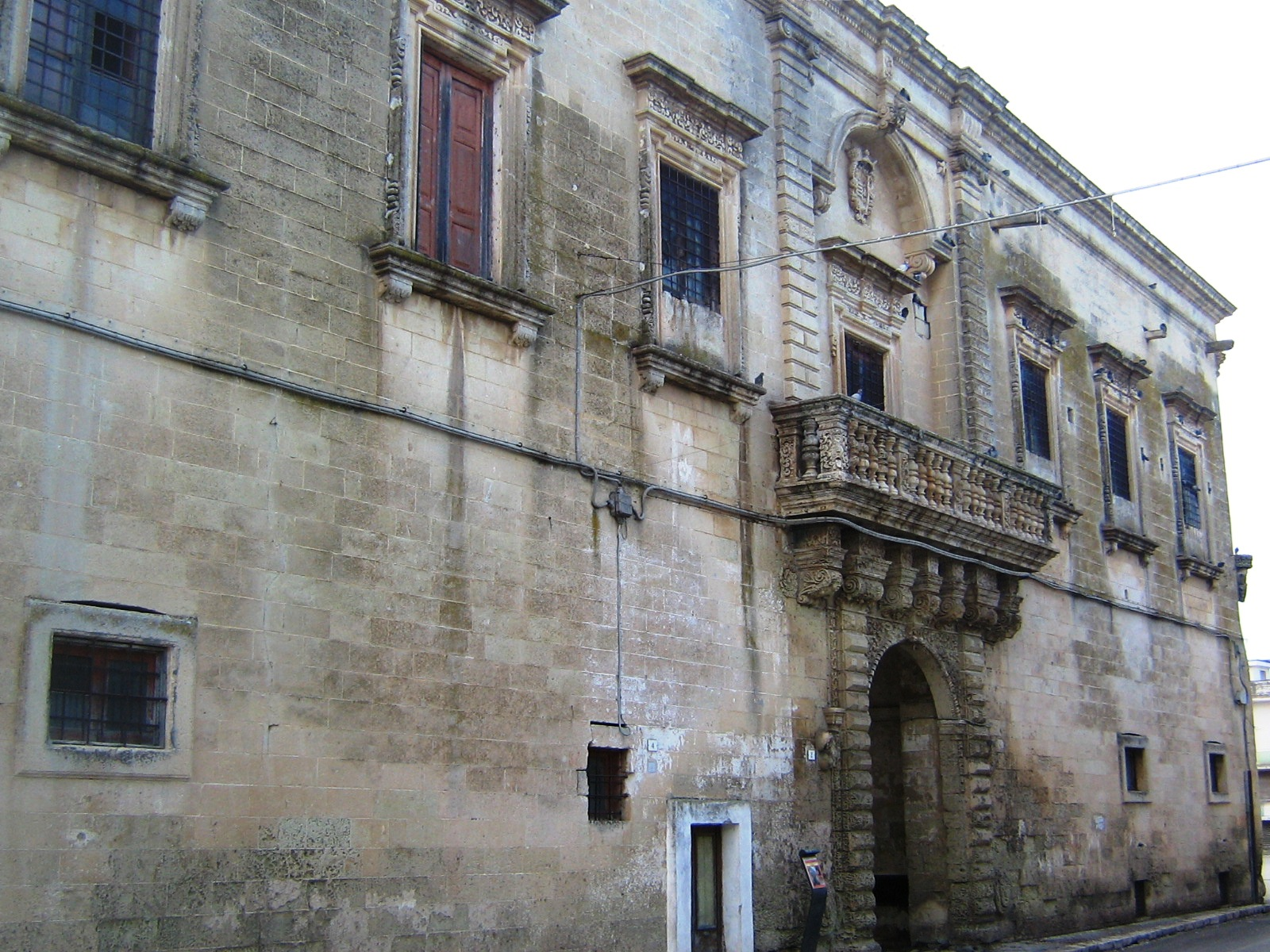
Palazzo Vernazza

Palazzo Vernazza fu edificato nella prima metà del XVII secolo ma venne radicalmente trasformato nel 1724. La sfarzosa e lunga facciata è caratterizzata da un ampio portale bugnato, ornato da festoni floreali e sovrastato da un balcone barocco decorato con putti e maschere di leoni. Le stanze interne, ricche di motivi architettonici di gusto settecentesco, si distribuiscono intorno al cortile centrale.

### Siti archeologici

#### Menhir
- Menhir della Luce, posto a lato della cappella della Madonna della Luce da cui prende il nome, il megalite è alto 2,80 metri e misura alla base 35 × 20 cm. Orientato con le facce più larghe secondo l'asse Est-Ovest, è stato molto probabilmente troncato in modo irregolare nella parte superiore.
- Menhir della Croce, è situato lungo la provinciale che collega il paese a Pisignano. La sua altezza è inferiore a 250 cm in quanto manca la parte superiore.
- Menhir Aja, alto 2,25 metri fu distrutto nel 1937.

## Società

### Evoluzione demografica
Abitanti censiti

### Etnie e minoranze straniere
Al 31 dicembre 2020 a Castri di Lecce risultano residenti 87 cittadini stranieri.

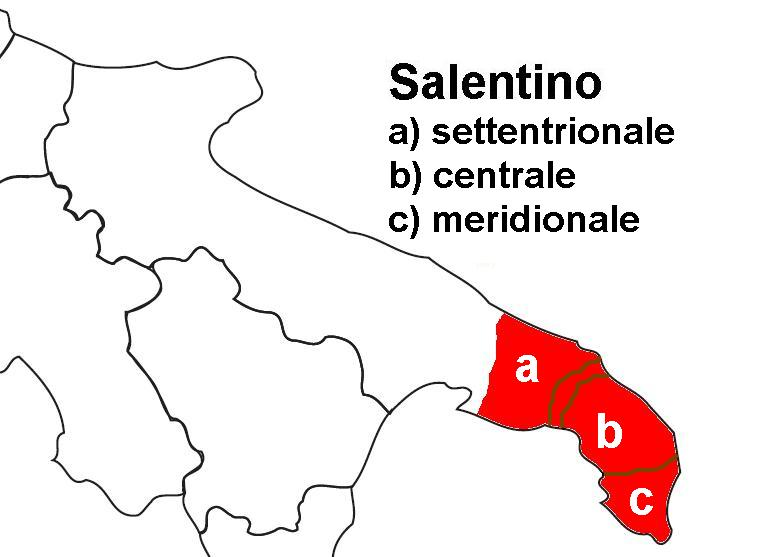
Diffusione del dialetto salentino

### Lingue e dialetti
Il dialetto parlato a Castri di Lecce è il dialetto salentino nella sua variante centrale che corrisponde al dialetto leccese. Il dialetto salentino si presenta carico di influenze riconducibili alle dominazioni e ai popoli stabilitisi in questi territori che si sono susseguite nei secoli: messapi, greci, romani, bizantini, longobardi, normanni, albanesi, francesi, spagnoli.

## Cultura

### Istruzione

#### Scuole
Nel comune di Castri di Lecce hanno sede una scuola materna privata, una scuola dell'infanzia, una scuola primaria e una scuola secondaria di primo grado, appartenenti al locale Istituto Comprensivo Statale.

## Infrastrutture e trasporti

### Strade
I collegamenti stradali che interessano il comune sono:
- Strada statale 16 Adriatica.
- Strada Provinciale 140, Galugnano-Caprarica di Lecce-Castri di Lecce-Vernole
- Strada provinciale 317, Lizzanello-Castri di Lecce-Calimera-Martano.

## Amministrazione
Di seguito è presentata una tabella relativa alle amministrazioni che si sono succedute in questo comune.
| Periodo         | Periodo         | Primo cittadino     | Partito              | Carica  | Note   |
| --------------- | --------------- | ------------------- | -------------------- | ------- | ------ |
| 4 giugno 1985   | 24 maggio 1990  | Appio Barbano       | Democrazia Cristiana | Sindaco | [ 20 ] |
| 24 maggio 1990  | 24 marzo 1993   | Appio Barbano       | Democrazia Cristiana | Sindaco | [ 20 ] |
| 2 aprile 1993   | 24 aprile 1995  | Luigi Rosario Bruno | Democrazia Cristiana | Sindaco | [ 20 ] |
| 24 aprile 1995  | 14 giugno 1999  | Vito Murrone        | centro-sinistra      | Sindaco | [ 20 ] |
| 14 giugno 1999  | 14 giugno 2004  | Vito Murrone        | centro               | Sindaco | [ 20 ] |
| 15 giugno 2004  | 8 giugno 2009   | Luigi Rosario Bruno | centro-destra        | Sindaco | [ 20 ] |
| 8 giugno 2009   | 21 ottobre 2013 | Fernando Capone     | lista civica         | Sindaco | [ 20 ] |
| 22 ottobre 2013 | 25 maggio 2014  | Andrea De Pascali   | lista civica         | Sindaco | [ 20 ] |
| 26 maggio 2014  | in carica       | Andrea De Pascali   | lista civica         | Sindaco | [ 20 ] |